# Шнайдер, Эндрю
Эндрю Шнайдер (англ. Andrew Schneider) — американский сценарист и продюсер телевидения, чьи работы включают сценарии к сериалам «Клан Сопрано», «Северная сторона» и «Нация пришельцев». Он часто пишет сценарии вместе со своей женой, Дайан Фролов. В 1992 году, Шнайдер выиграл «Эмми» за лучший сценарий драматического сериала за свою работу над эпизодом «Seoul Mates» сериала «Северная сторона». Серия была разделена вместе с Фролов, так как они вместе написали сценарий. Шнайдер был номинирован на премию Гильдии сценаристов США за лучший драматический сериал на церемонии в феврале 2008 года за свою работу над шестым сезоном «Клана Сопрано».